# Liolaemus islugensis
Liolaemus islugensis este o specie de șopârle din genul Liolaemus, familia Tropiduridae, descrisă de Ortiz 1987.

## Subspecii
Această specie cuprinde următoarele subspecii:
- L. i. islugensis
- L. i. erguetae